# (2776) Baikal
(2777) Baikal (1976 SZ7; 1938 EE1; 1945 AC; 1949 GB; 1949 HH1; 1951 WJ1; 1962 YB; 1967 EA; 1971 KS; 1980 VE2; 1982 HH1; 1982 KE1) ist ein ungefähr zehn Kilometer großer Asteroid des inneren Hauptgürtels, der am 25. September 1976 vom russischen (damals: Sowjetunion) Astronomen Nikolai Stepanowitsch Tschernych am Krim-Observatorium (Zweigstelle Nautschnyj) auf der Halbinsel Krim (IAU-Code 095) entdeckt wurde.

## Benennung
(2776) Baikal wurde nach dem Baikalsee benannt, der im Oblast Irkutsk (Sibirien) sowie in Burjatien (Ferner Osten) im heutigen Russland liegt.